# HR 4796
HR 4796 (HD 109573) – gwiazda podwójna położona w gwiazdozbiorze Centaura w odległości około 240 lat świetlnych. Wiek tej gwiazdy określa się na nie więcej niż 10 milionów lat.
Główny składnik układu, gwiazdę HR 4796 A, otacza pierścień pyłowy składający się z cząsteczek pyłu krążących po orbicie dwukrotnie większej od orbity Plutona odkryty przy pomocy Teleskopu Subaru. Oś tego pierścienia pyłowego jest przesunięta względem gwiazdy. Prawdopodobnie jest to skutek działania sił grawitacyjnych pochodzących od jednej lub większej ilości egzoplanet, które zakłóciły rozkład pyłu podobnie jak w wypadku gwiazdy Fomalhaut. W pobliżu gwiazdy HR 4796 A nie dostrzeżono dotąd planet, które mogłyby być odpowiedzialne za zakłócenie pierścienia, lecz mogą one być jeszcze zbyt ciemne, by można je dostrzec.